# 青果巷

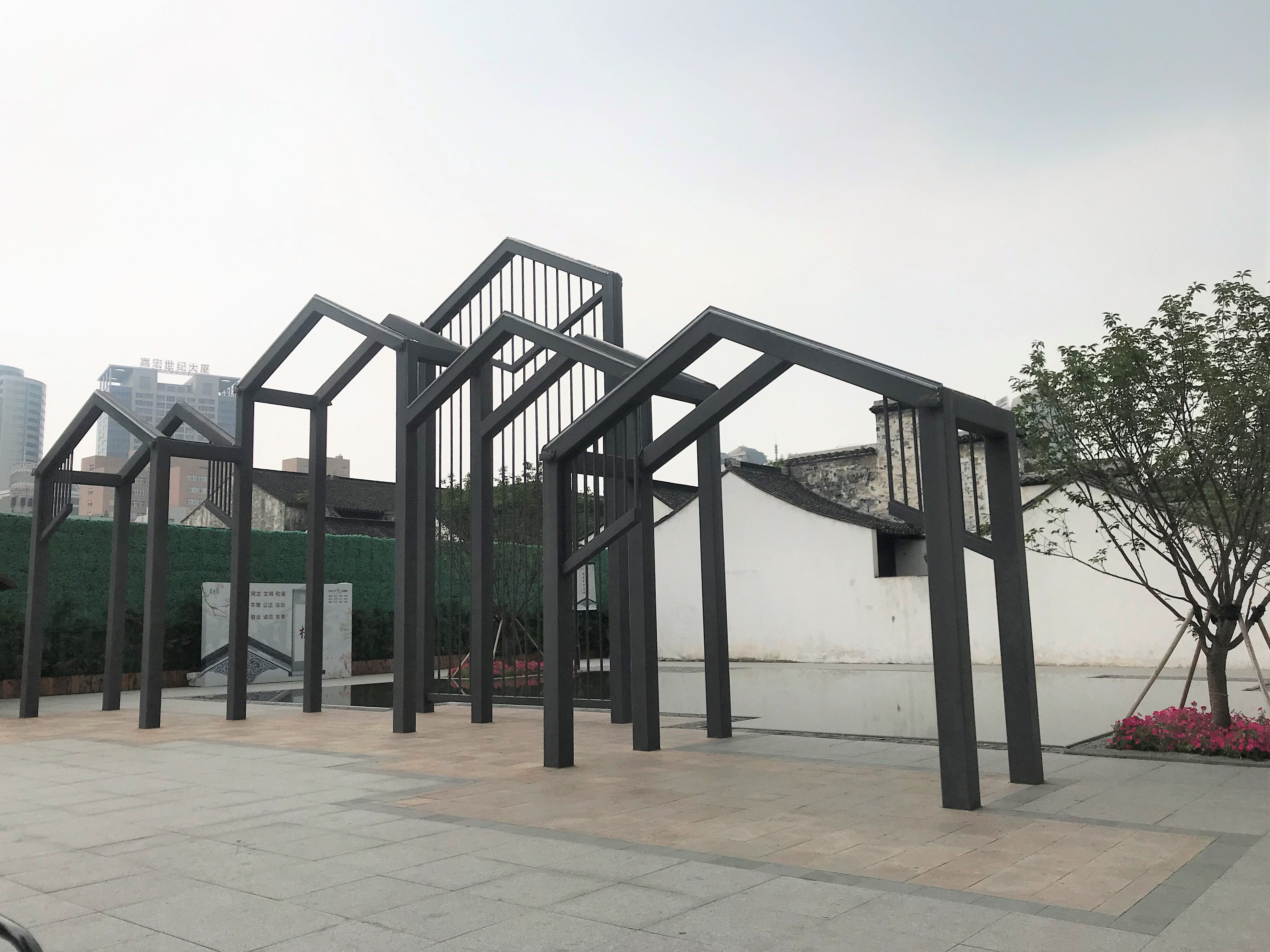
改造后的青果巷历史文化街区

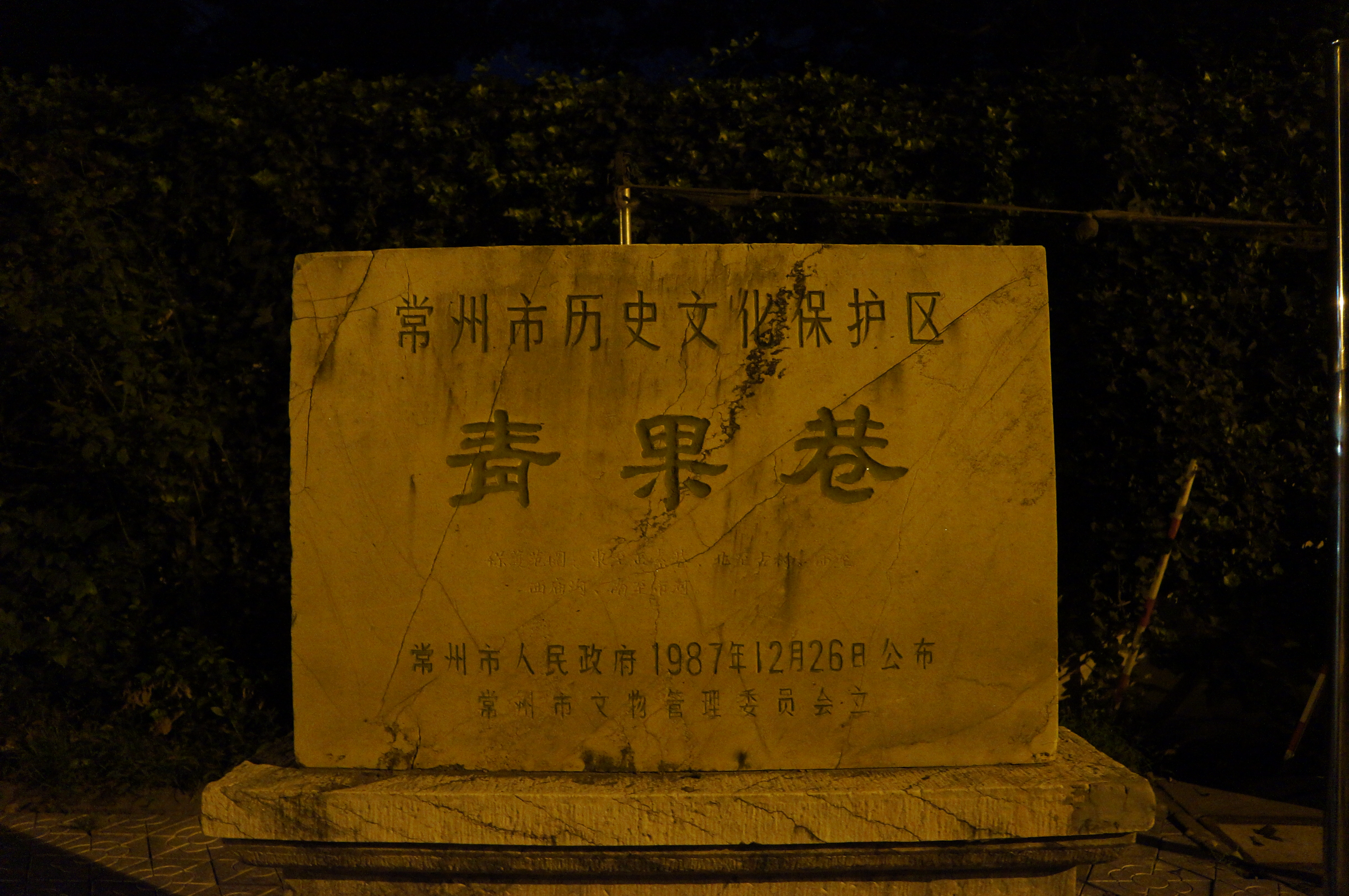

青果巷为位于中国江苏省常州市城区中部偏南、南市河北侧的一条东西向街道，跨天宁区和钟楼区，东西分别至南大街和和平北路，南侧与南市河并行，民居临河而建。因南市河旧时曾为京杭大运河常州段的一部分，沿岸形成果品贸易集散地，故有“千果巷”之称，清代褚邦庆《常州赋》称“入千果之巷，桃梅杏李色色俱陈”，又因常州方言“千”与“青”相通，故亦称青果巷。青果巷以名门望族聚集著称，如唐顺之、盛宣怀、赵元任和瞿秋白均出自此地，街上集中了常州近半数的名人故居。常州三大历史文化街区中的青果巷历史文化街区和南市河历史文化街区均以青果巷及南市河为主体，其中青果巷历史文化街区保护范围东至和平路，南至东下塘路刘氏宗祠院落南边界，西至晋陵中路，北至古村巷和约园，总面积为8.2公顷。

## 主要建筑
位于青果巷及两个历史街区内的主要建筑有：
- 全国重点文物保护单位：瞿秋白故居-八桂堂天香楼（瞿秋白出生地，为刘国钧故居最后一进，又名经楼，清，青果巷82号）

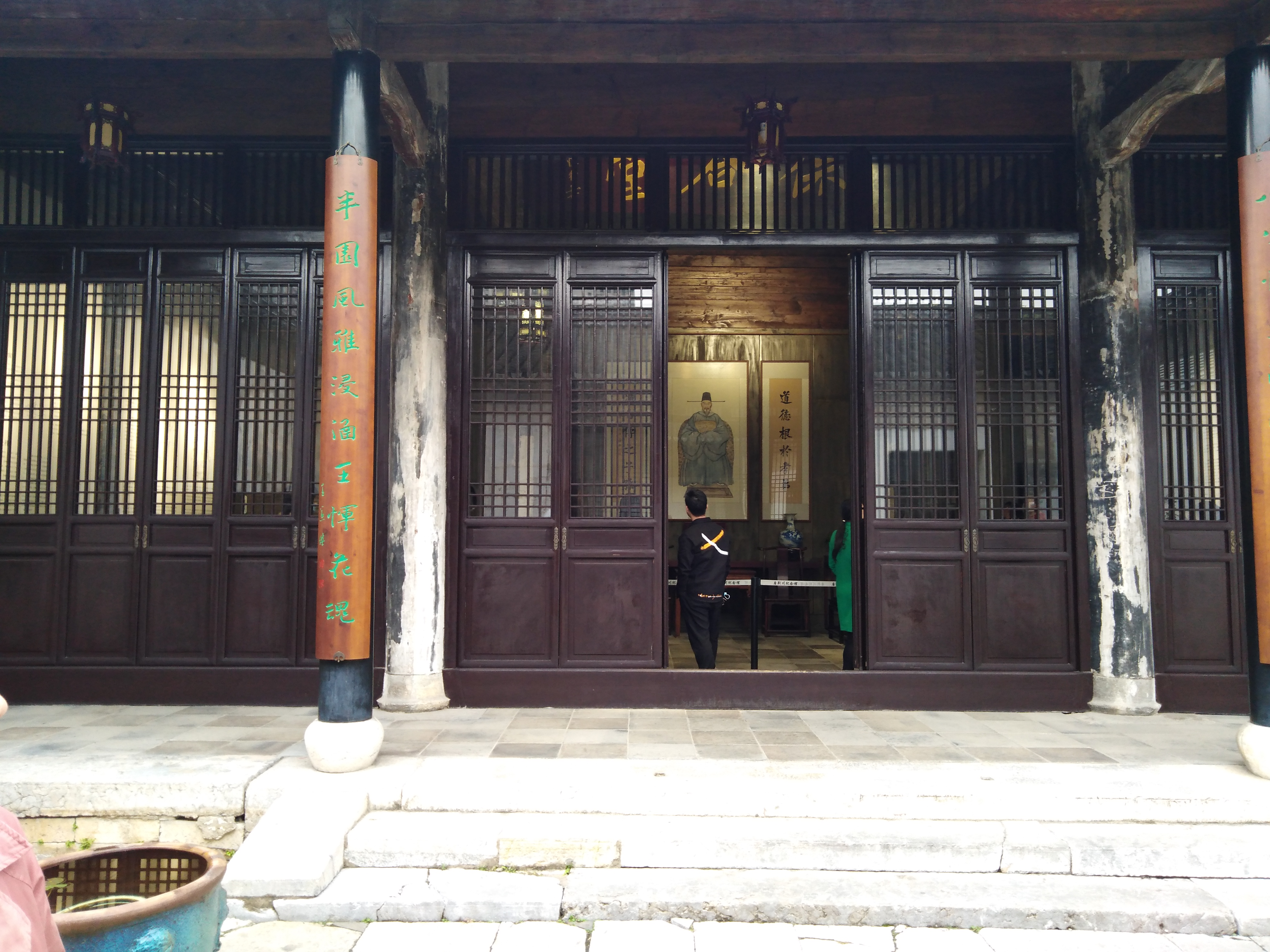
常州青果巷贞和堂

- 江苏省文物保护单位：唐荆川宅常州青果巷贞和堂（明-清，含贞和堂（原名保合堂，青果巷86号、雪洞巷7号）、筠星堂（青果巷90-98号、雪洞巷8号）、礼和堂（周有光出生地，青果巷141弄1号-11号）和松健堂（青果巷8弄2号、3号、青果巷12弄））、常州戏楼群（包括其中的阳湖县城隍庙戏楼和杨氏家庭戏楼，清，分别在新坊桥小学内和东下塘75号），盛宣怀故居（清，大马元巷18号），赵元任故居（清，青果巷16弄15号（1-17））、恽鸿仪宅（清，雪洞巷12号）
- 常州市文物保护单位：医学祀典记与医学碑记（清，先医祠大门两侧）、李伯元故居（清）、汤贻汾故居（清，正素巷2号）、史良故居（清，和平北路122号）、刘国钧故居（原唐荆川宅八桂堂旧址，清，青果巷82号）、约园（清，第二人民医院内）、刘氏宗祠（清，东下塘20-6号、21-23号）、中新桥（民国，晋陵中路与青果巷交叉口西南侧，南市河上）[4][注 3]

图集

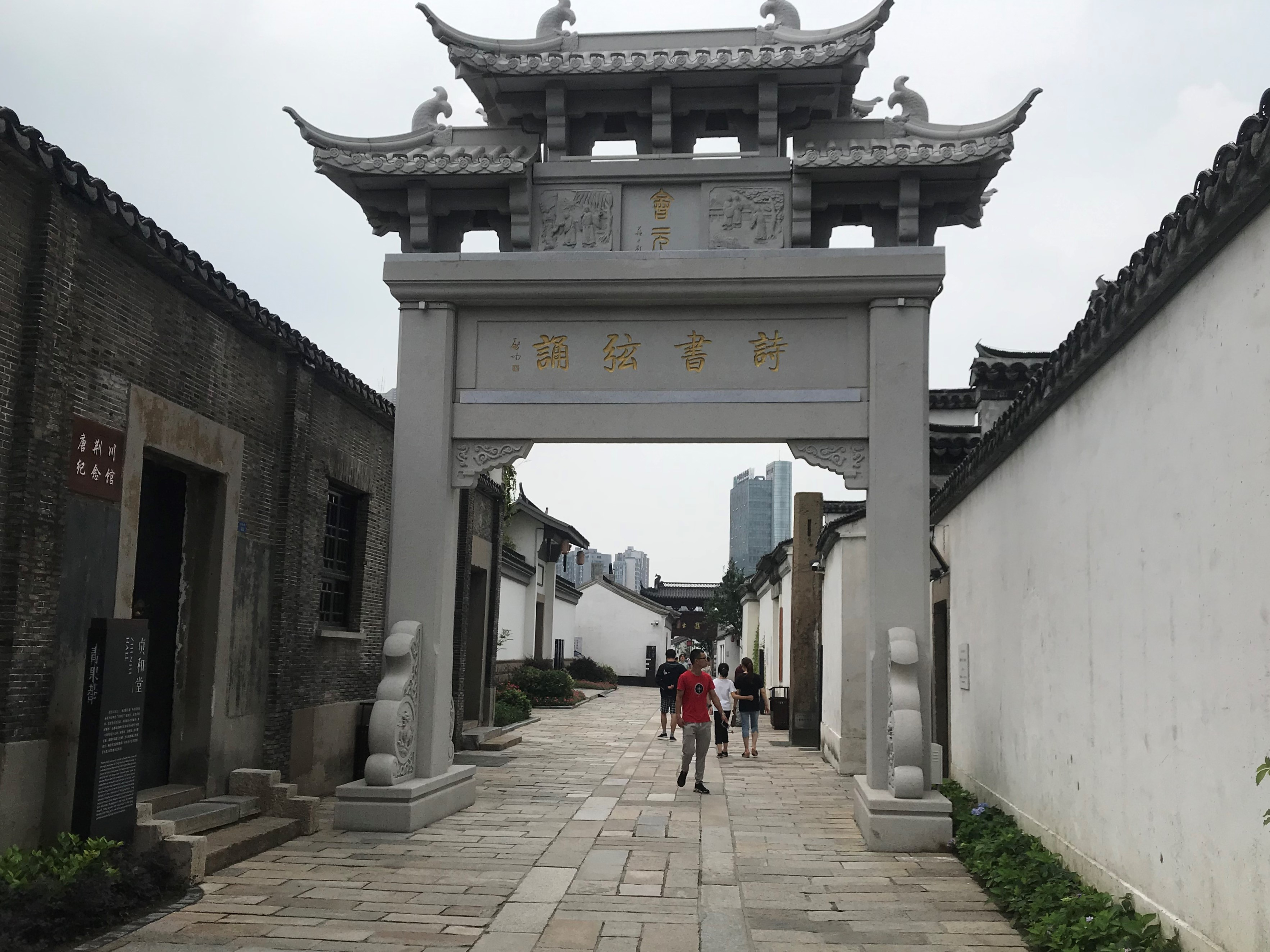
唐荆川宅-入口
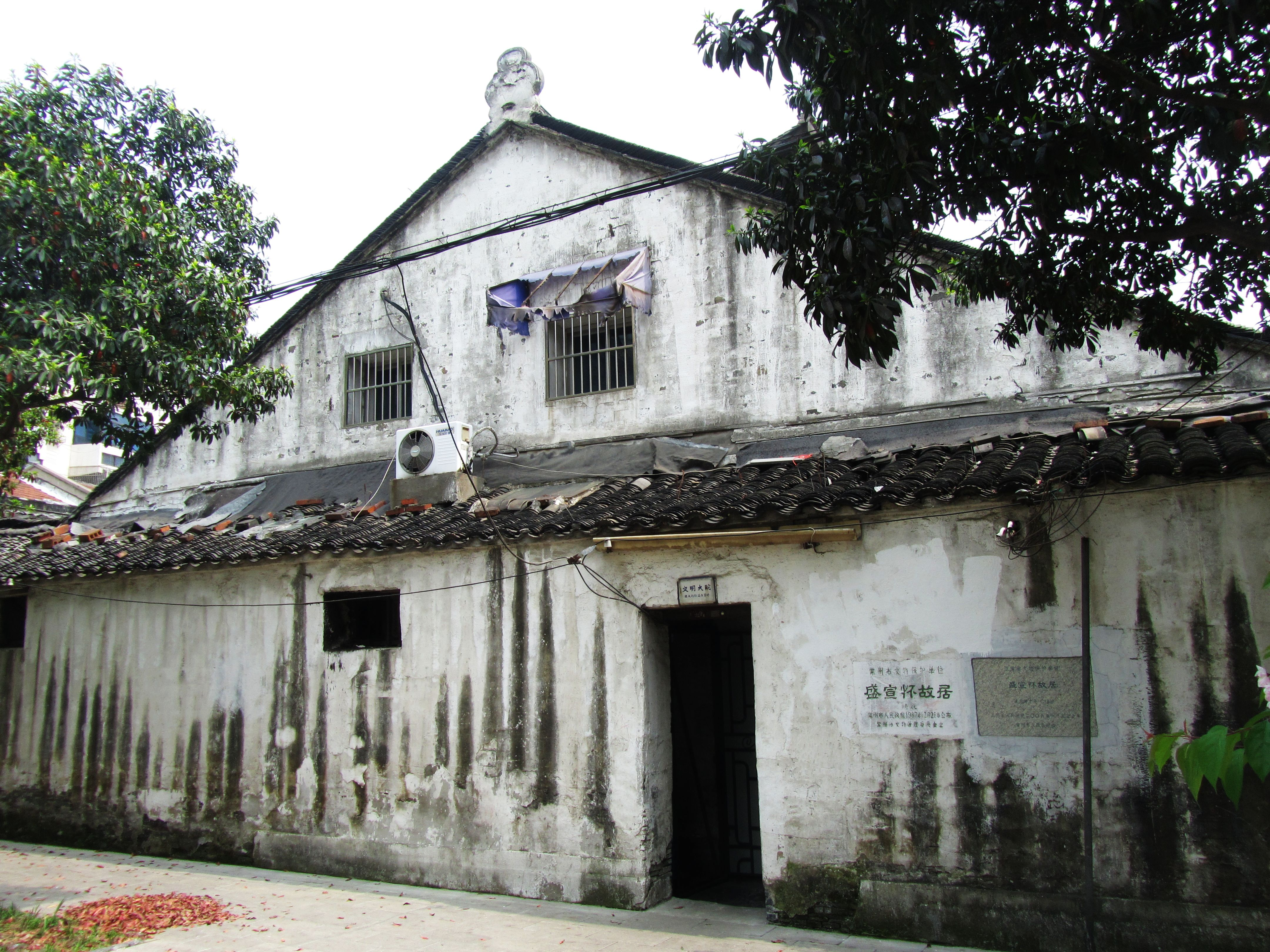
盛宣怀故居
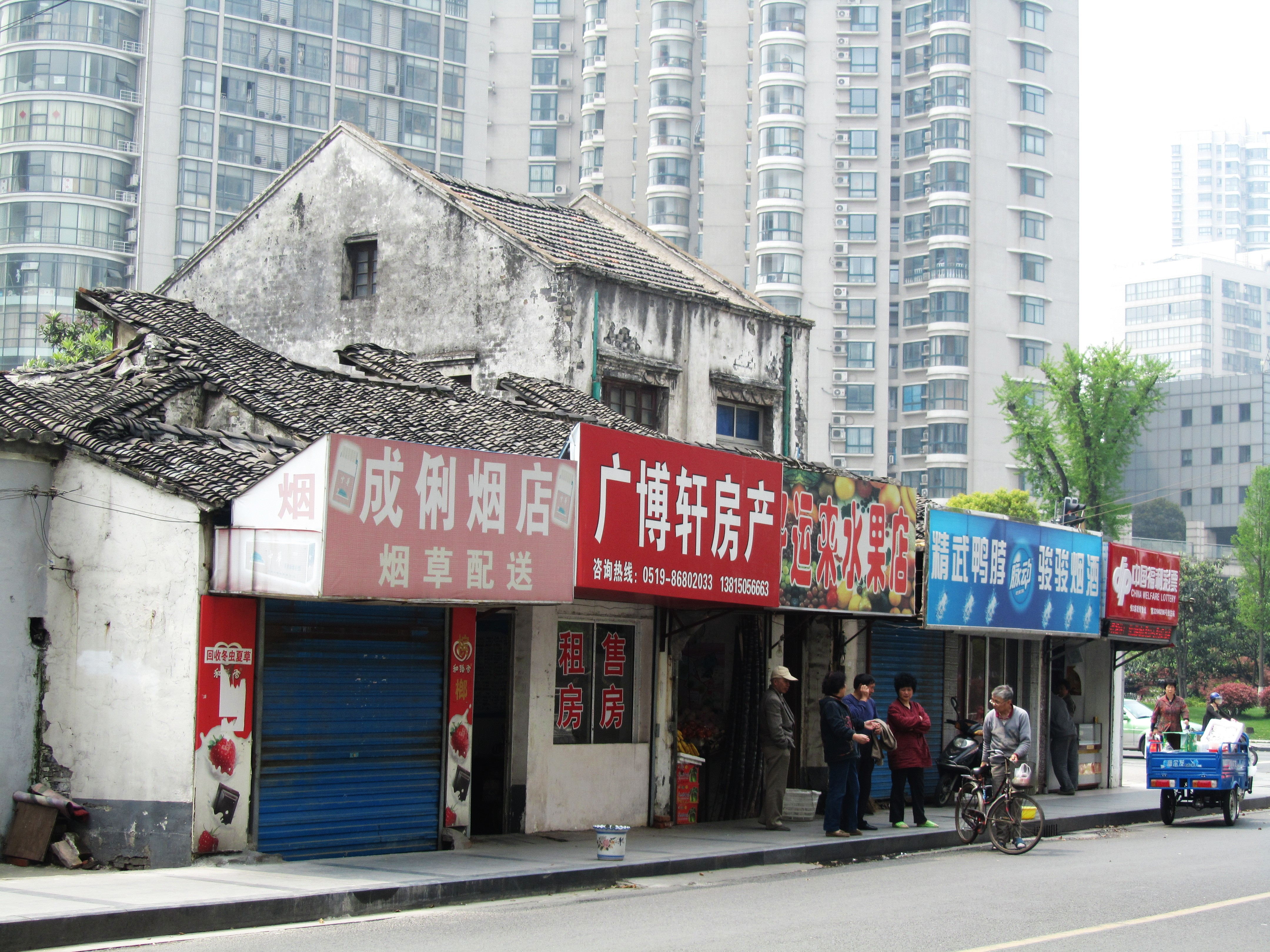
李伯元故居
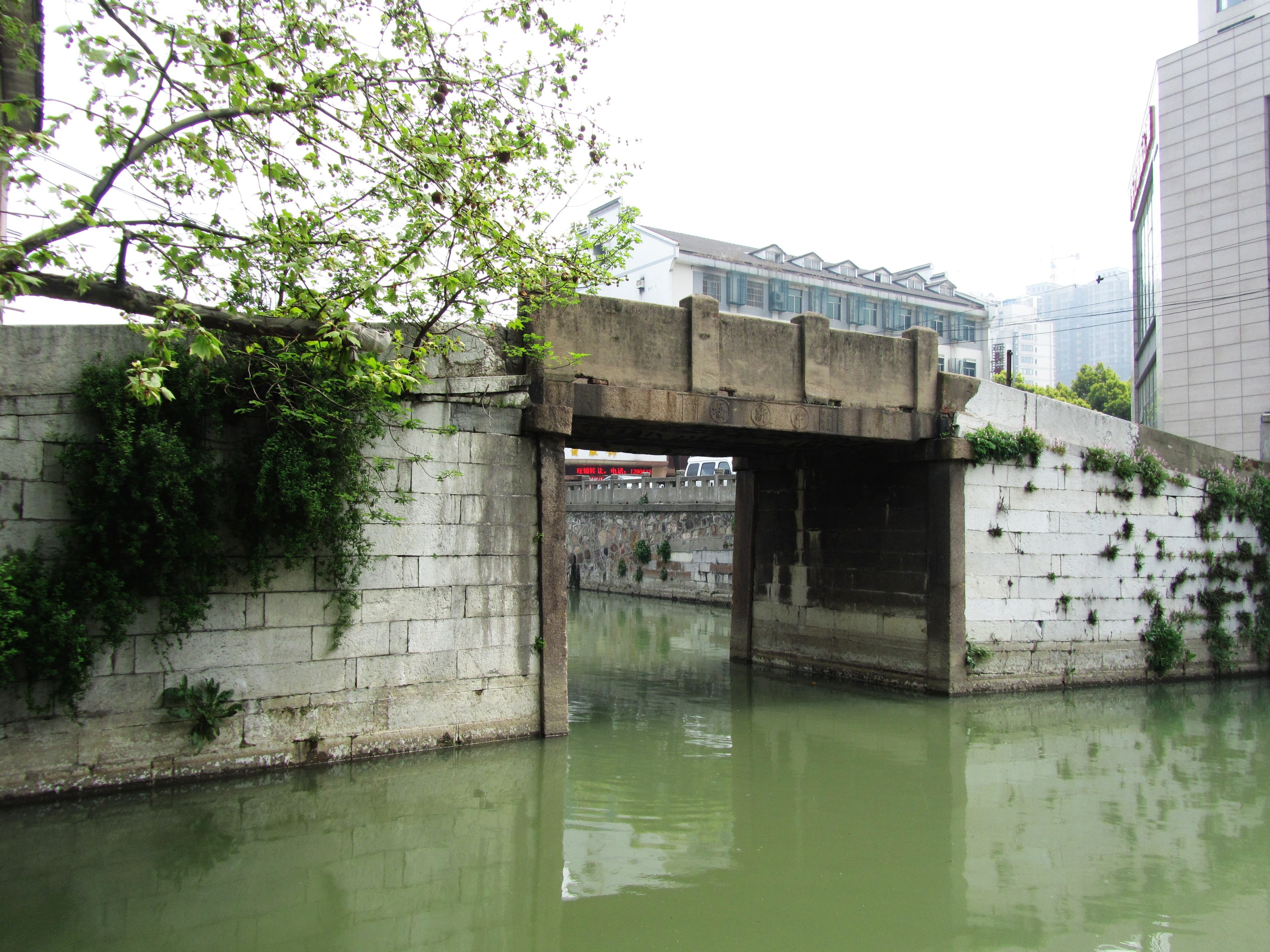
中新桥
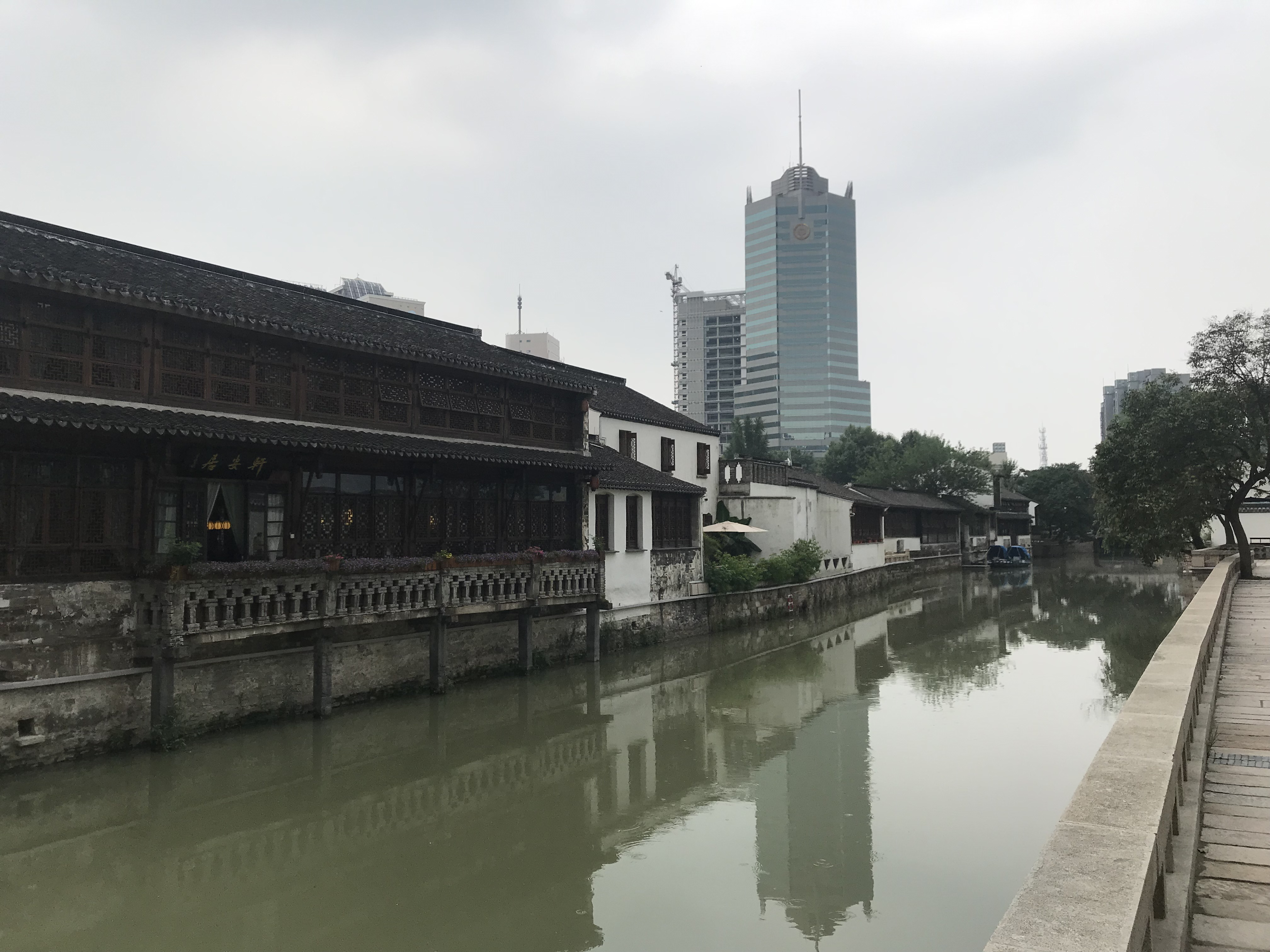
东下塘